# Tongo Doumbia
Tongo Hamed Doumbia (Vernon, 6 augustus 1988) is een Malinees voetballer die bij voorkeur als defensieve middenvelder speelt. Hij staat onder contract bij het Franse Toulouse. In 2012 debuteerde hij voor Mali.

## Clubcarrière
Doumbia speelde zijn eerste wedstrijd als prof in het shirt van LB Châteauroux op 20 februari 2009 tegen EA Guingamp in de Ligue 2. In juni 2009 trok hij naar Stade Rennais. In juli 2012 werd bekend dat Doumbia tijdens het seizoen 2012/13 wordt uitgeleend aan het Engelse Wolverhampton. Op 13 november 2012 legde Wolverhampton Doumbia volledig vast. Tijdens het seizoen 2013/14 werd hij uitgeleend aan Valenciennes. In 2014 tekende hij een driejarig contract bij Toulouse. Op 13 september 2014 debuteerde de Malinees voor Toulouse in het competitieduel tegen Stade Reims.

## Interlandcarrière
Doumbia debuteerde in 2012 in het shirt van het Malinees nationaal elftal. Sindsdien verzamelde hij 11 caps.